# Oligoclada calverti
Oligoclada calverti – gatunek ważki z rodziny ważkowatych (Libellulidae). Występuje na terenie Ameryki Południowej.